# Gabriel Brazão
Gabriel Brazão, eigentlich Gabriel Nascimento Resende Brazão, (* 5. Oktober 2000 in Uberlândia) ist ein brasilianischer Fußballspieler. Er wird auf der Position eines Torwarts eingesetzt. Derzeit steht er bei FC Santos unter Vertrag.

## Karriere

### Verein
Gabriel Brazão begann seine fußballerische Laufbahn im Alter von sechs Jahren bei dem Sportinitiativeprojekt Fundação Uberlandense de Turismo, Esporte e Lazer (Futel), Fußball zu spielen und verbrachte ein Jahr im Nachwuchsbereich des Uberlândia EC. Als 13-Jähriger wechselte er in die Hauptstadt von Minas Gerais zum Cruzeiro EC nach Belo Horizonte. Zu dem Zeitpunkt wurde er von Sänger Regis Danese gemanagt, mit dessen Sohn er befreundet war. In der U–14 Mannschaft Cruzeiros avancierte er zum Mannschaftskapitän. Beim Gewinn des U–20 Supercup im November 2017 gegen Atlético Mineiro fiel er neben dem Platz auf, als er ein Huhn imitierte, welches als Verhöhnung des Gegners galt, welcher einen Hahn als Maskottchen führt. Im Dezember 2017 erhielt er bei dem Klub eine Profivertrag mit einer Laufzeit bis Ende 2021. Im Zuge dessen wurde eine Ablösesumme von 40 Millionen Euro festgelegt. 2018 trat er für den Klub in verschiedenen Nachwuchswettbewerben an, u. a. in der Copa Libertadores–U20 an, kam mit dem Klub aber nicht über die Gruppenphase hinaus.
Zum 31. Januar 2019 wurde der Wechsel von Brazão nach Italien offiziell. Hier unterzeichnete er bei Parma Calcio einen Kontrakt. Der Wechsel wurde mit dem Interesse von Inter Mailand Brazão in Verbindung gebracht, welcher zu dem Zeitpunkt aber aufgrund der Ausländerregelung keinen Platz für diesen im Kader hatte. In der Saison 2018/19 stand er noch in zwölf Spielen im Kader, kam aber als dritter Torhüter der Mannschaft zu keinen Einsätzen.
Im Zuge des europäischen Sommertransferfensters 2019 erwarb Inter Mailand den Spieler. Der Kontrakt mit Inter erhielt eine Laufzeit über fünf Jahre. Der Klub verlieh Brazão für ein Jahr weiter nach Spanien an Albacete Balompié, damit er dort Spielpraxis erwerben konnte. Hier kam er bis Saisonende 2019/20 zu fünf Spielen in der Segunda División und zweien im Copa del Rey 2019/20. Im Anschluss kehrte er nicht zu Inter zurück, sondern wurde wieder ausgeliehen. Er blieb in Spanien, wo er zum Real Oviedo kam. Diese Leihe war befristet bis zum 30. Juni 2021. Mit Oviedo bestritt er zwei Einsätze in der 2020/21 und einen im Copa del Rey 2020/21. Nach Beendigung der Saison kehrte Brazão zu Inter zurück, wo er am 16. August 2021 im Training einen Kreuzbandriss am rechten Knie erlitt.
Im März 2022 kehrte im Rahmen eines Leihgeschäftes zu seinem Jugendklub Cruzeiro zurück. Die Leihe erhielt eine Laufzeit bis Juni 2023. Am 14. Mai 2022 gab Cruzeiro bekannt, dass Brazão im Training erneut einen Kreuzbandriss erlitten hatte, dieses Mal am linken Knie. Im Juli des Jahres kehrte er zu Inter zurück, ohne zu Einsätzen gekommen zu sein. Ende Januar 2023 wurde Brazão an den SPAL Ferrara bis zum 30. Juni 2023 ausgeliehen. Mit nur einem 18-minütigem Einsatz im Gepäck, kehrte zu Inter zurück, wurde zur Saison 2023/24 aber gleich wieder ausgeliehen. Brazão kam zu Ternana Calcio in die zweite Liga.
Ende Januar 2024 wurde bekannt, dass Brazão fest zurück in seine Heimat geht. Hier unterzeichnete einen Kontrakt bis Jahresende 2026 beim FC Santos. Um den ablösefreien Wechsel zu ermöglichen, hatte Inter Mailand seinen noch bis Juni 2025 laufenden Vertrag gekündigt, behielt aber 40 % der Transferrechte. Dort folgte am 25. Mai (7. Spieltag) sein Debüt in der heimischen Serie B, als er im Spiel gegen América Mineiro in der 19. Minute den verletzten Stammtorhüter João Paulo ersetzte. Im November des Jahres konnte er mit Santos die Meisterschaft in der Série B 2024 feiern. Im Zuge dieser hatte er 31 von 38 möglichen Spielen bestritten.

### Nationalmannschaft
Brazão war bereits in den Nachwuchsmannschaften Brasiliens aktiv und konnte hier die U-17-Fußball-Südamerikameisterschaft 2017 gewinnen. Dabei bestritt er acht Spiele und wurde zum besten Torhüter des Turniers gewählt. Bei der U-17-Fußball-Weltmeisterschaft 2017 erreichte er mit dem Team den dritten Platz. Hier erhielt Brazão sieben Einsätze. Zur Austragung von Freundschaftsspielen gegen Uruguay und Kamerun im November 2018, erfolgte eine erste Berufung in den A–Kader. In beiden Partien saß er auf der Reservebank. Bei der U-20-Fußball-Südamerikameisterschaft 2019 war er Teil der Mannschaft, kam aber zu keinen Einsätzen.

## Erfolge
Nationalmannschaft
- U-17-Fußball-Südamerikameisterschaft: 2017
- U-17-Fußball-Weltmeisterschaft: Drittplatzierter 2017

Cruzeiro
- Staatsmeisterschaft von Minas Gerais U–20: 2018
- Copa do Brasil U–20: 2017
- Supercup U–20: 2017

Santos
- Série B: 2024

## Auszeichnungen
- U-17-Fußball-Südamerikameisterschaft 2017: Bester Torhüter